# Ecuadoraans voetbalelftal in 1995
Het Ecuadoraans voetbalelftal speelde in totaal tien interlands in het jaar 1995, waaronder drie wedstrijden bij de strijd om de Copa América in Uruguay. Op de in 1993 geïntroduceerde FIFA-wereldranglijst handhaafde Ecuador zich in 1995 op de 55ste plaats (december 1995). Twee spelers kwamen in alle tien duels in actie voor Ecuador: verdediger Iván Hurtado en aanvaller Eduardo Hurtado. De selectie stond onder leiding van de Colombiaanse bondscoach Francisco Maturana, die interim-coach Carlos Ron had afgelost.

## Balans
| Wedstrijden | Wedstrijden | Wedstrijden | Wedstrijden | Doelpunten | Doelpunten | Doelpunten | Punten |
| Gespeeld    | Winst       | Gelijk      | Verlies     | Voor       | Tegen      | Saldo      | Punten |
| ----------- | ----------- | ----------- | ----------- | ---------- | ---------- | ---------- | ------ |
| 10          | 4           | 1           | 5           | 12         | 13         | –1         | 0.900  |

## Interlands
|                                           |                         |       |                                       |                                                                                            |
| 24 mei Kirin Cup № 219 «onderlinge duels» | Ecuador                 | 1 – 2 | Schotland                             | Toyama Athletic Stadium, Toyama Toeschouwers: 10.000 Scheidsrechter: Masayoshi Okada (JPN) |
| 24 mei Kirin Cup № 219 «onderlinge duels» | Iván Hurtado 68' (pen.) |       | 64' John Robertson 75' Steve Crawford | Toyama Athletic Stadium, Toyama Toeschouwers: 10.000 Scheidsrechter: Masayoshi Okada (JPN) |

|                                           |                                                                            |       |         |                                                                                           |
| 28 mei Kirin Cup № 220 «onderlinge duels» | Japan                                                                      | 3 – 0 | Ecuador | Olympisch Stadion, Tokio Toeschouwers: 53.438 Scheidsrechter: Lutz Michael Fröhlich (GER) |
| 28 mei Kirin Cup № 220 «onderlinge duels» | Masashi Nakayama 36' Kazuyoshi Miura 46' (pen.) Kazuyoshi Miura 53' (pen.) |       |         | Olympisch Stadion, Tokio Toeschouwers: 53.438 Scheidsrechter: Lutz Michael Fröhlich (GER) |

|                                           |                                                                                 |       |                    |                                                                                           |
| 4 juni Korea Cup № 221 «onderlinge duels» | Ecuador                                                                         | 4 – 1 | Zambia             | Changwon Civic Stadium, Changwon Toeschouwers: 18.000 Scheidsrechter: Lee Sang-Kwon (KOR) |
| 4 juni Korea Cup № 221 «onderlinge duels» | Eduardo Hurtado 19' Eduardo Hurtado 66' Eduardo Hurtado 78' Eduardo Hurtado 81' |       | 51' Johnson Bwayla | Changwon Civic Stadium, Changwon Toeschouwers: 18.000 Scheidsrechter: Lee Sang-Kwon (KOR) |

|                                            |                                      |       |                        |                                                                                  |
| 10 juni Korea Cup № 222 «onderlinge duels» | Ecuador                              | 2 – 1 | Costa Rica             | Olympisch Stadion, Seoul Toeschouwers: 50.000 Scheidsrechter: Cha Duk-Hwan (KOR) |
| 10 juni Korea Cup № 222 «onderlinge duels» | Eduardo Hurtado 37' Energio Díaz 57' |       | 76' Alexander Madrigal | Olympisch Stadion, Seoul Toeschouwers: 50.000 Scheidsrechter: Cha Duk-Hwan (KOR) |

|                                            |                  |       |        |                                                                                    |
| 12 juni Korea Cup № 223 «onderlinge duels» | Ecuador          | 1 – 0 | Zambia | Olympisch Stadion, Seoul Toeschouwers: 18.000 Scheidsrechter: Kim Kwang-Taik (KOR) |
| 12 juni Korea Cup № 223 «onderlinge duels» | Energio Díaz 57' |       |        | Olympisch Stadion, Seoul Toeschouwers: 18.000 Scheidsrechter: Kim Kwang-Taik (KOR) |

|                                                    |                   |       |         |                                                                                                 |
| 30 juni Vriendschappelijk № 224 «onderlinge duels» | Paraguay          | 1 – 0 | Ecuador | Estadio Defensores del Chaco, Asunción Toeschouwers: 10.000 Scheidsrechter: Carlos Robles (CHI) |
| 30 juni Vriendschappelijk № 224 «onderlinge duels» | Roberto Acuña 46' |       |         | Estadio Defensores del Chaco, Asunción Toeschouwers: 10.000 Scheidsrechter: Carlos Robles (CHI) |

| Copa América |
| ------------ |

|                                                      |              |       |         |                                                                                                  |
| 7 juli Copa América Groep B № 225 «onderlinge duels» | Brazilië     | 1 – 0 | Ecuador | Estadio Atilio Paiva Olivera, Rivera Toeschouwers: 10.000 Scheidsrechter: Javier Castrilli (ARG) |
| 7 juli Copa América Groep B № 225 «onderlinge duels» | Ronaldão 74' |       |         | Estadio Atilio Paiva Olivera, Rivera Toeschouwers: 10.000 Scheidsrechter: Javier Castrilli (ARG) |

|                                                       |                   |       |         |                                                                                           |
| 10 juli Copa América Groep B № 226 «onderlinge duels» | Colombia          | 1 – 0 | Ecuador | Estadio Atilio Paiva Olivera, Rivera Toeschouwers: 8.000 Scheidsrechter: Pablo Peña (BOL) |
| 10 juli Copa América Groep B № 226 «onderlinge duels» | Freddy Rincón 44' |       |         | Estadio Atilio Paiva Olivera, Rivera Toeschouwers: 8.000 Scheidsrechter: Pablo Peña (BOL) |

|                                                       |                         |       |                                | |
| 13 juli Copa América Groep B № 227 «onderlinge duels» | Peru                    | 1 – 2 | Ecuador                        | Estadio Atilio Paiva Olivera, Rivera Toeschouwers: 15.000 Scheidsrechter: Eduardo Dluzniewski (URU) |
| 13 juli Copa América Groep B № 227 «onderlinge duels» | Iván Hurtado 82' (e.d.) |       | 61' Energio Díaz 76' José Mora | Estadio Atilio Paiva Olivera, Rivera Toeschouwers: 15.000 Scheidsrechter: Eduardo Dluzniewski (URU) |

|  |  |  |  |  |  |  |  |  |

|                                                       |                                       |       |                                        |                                                                                                   |
| 25 oktober Vriendschappelijk № 228 «onderlinge duels» | Bolivia                               | 2 – 2 | Ecuador                                | Estadio Ramón Tahuichi Aguilera, Santa Cruz Toeschouwers: 32.000 Scheidsrechter: Pablo Peña (BOL) |
| 25 oktober Vriendschappelijk № 228 «onderlinge duels» | Marco Etcheverry 2' Erwin Sánchez 29' |       | 41' Máximo Tenorio 89' Eduardo Hurtado | Estadio Ramón Tahuichi Aguilera, Santa Cruz Toeschouwers: 32.000 Scheidsrechter: Pablo Peña (BOL) |

## FIFA-wereldranglijst
| JAN | FEB | MAR | APR | MEI | JUN | JUL | AUG | SEP | OKT | NOV | DEC |
| --- | --- | --- | --- | --- | --- | --- | --- | --- | --- | --- | --- |
| 55  | 58  | 58  | 61  | 62  | 76  | 61  | 60  | 53  | 61  | 58  | 55  |

## Statistieken
| José Cevallos       | 1971-04-17 | Barcelona Sporting Club    | 6  | 0 | 0 | 7  | 0  |
| Carlos Luis Morales | 1965-06-12 | LDU Portoviejo             | 4  | 1 | 0 |    |    |
| Jacinto Espinoza    | 1969-11-24 | Club Sport Emelec          | 0  | 1 | 0 | 24 | 0  |
| Verdediging         |            |                            |    |   |   |    |    |
| Iván Hurtado        | 1974-08-16 | Atlético Celaya            | 10 | 0 | 1 | 29 | 2  |
| Máximo Tenorio      | 1969-09-30 | Club Sport Emelec          | 9  | 0 | 1 |    |    |
| Luis Capurro        | 1961-05-01 | Club Sport Emelec          | 9  | 0 | 0 | 74 | 0  |
| Juan Guamán         | 1965-06-27 | LDU Quito                  | 8  | 1 | 0 | 10 | 0  |
| Hólger Quiñónez     | 1962-08-18 | Deportivo Pereira          | 4  | 0 | 0 |    |    |
| Raúl Noriega        | 1970-01-04 | Barcelona Sporting Club    | 2  | 2 | 0 | 25 | 2  |
| Patricio Hurtado    | 1970-08-09 | LDU Quito                  | 2  | 1 | 0 | 4  | 0  |
| Ulises de la Cruz   | 1974-02-08 | Cruzeiro EC                | 1  | 1 | 0 | 2  | 0  |
| Dannes Coronel      | 1973-05-24 | Club Sport Emelec          | 1  | 0 | 0 |    |    |
| Juan Jácome         | 1960-11-06 | LDU Quito                  | 1  | 0 | 0 |    |    |
| Wagner Rivera       | 1972-09-18 | Club Deportivo Espoli      | 0  | 1 | 0 | 1  | 0  |
| Middenveld          |            |                            |    |   |   |    |    |
| Nixon Carcelén      | 1969-09-27 | Sociedad Deportivo Quito   | 6  | 1 | 0 |    |    |
| Juan Carlos Garay   | 1968-09-15 | LDU Quito                  | 6  | 1 | 0 | 22 | 1  |
| Álex Aguinaga       | 1968-07-09 | Necaxa Aguascalientes      | 4  | 1 | 0 | 50 | 10 |
| Wilfrido Verduga    | 1964-01-19 | Club Sport Emelec          | 4  | 1 | 0 | 12 | 0  |
| Héctor Carabalí     | 1972-02-15 | Barcelona Sporting Club    | 2  | 1 | 0 |    |    |
| Hjalmar Zambrano    | 1970-04-23 | LDU Quito                  | 2  | 0 | 0 | 5  | 1  |
| Ivo Ron             | 1967-01-16 | Club Sport Emelec          | 1  | 1 | 0 | 10 | 2  |
| Robert Burbano      | 1970-09-27 | LDU Quito                  | 1  | 0 | 0 |    |    |
| José Guerrero       | 1967-09-17 | Club Deportivo El Nacional | 1  | 0 | 0 | 10 | 1  |
| Roberto Macías      | 1969-07-12 | LDU Portoviejo             | 1  | 0 | 0 | 1  | 0  |
| Alfonso Obregón     | 1972-05-12 | Club Deportivo Espoli      | 1  | 0 | 0 | 1  | 0  |
| Wellington Sánchez  | 1974-06-19 | Club Deportivo El Nacional | 1  | 0 | 0 | 2  | 0  |
| Aanval              |            |                            |    |   |   |    |    |
| Eduardo Hurtado     | 1969-12-02 | Club Sport Emelec          | 10 | 0 | 6 |    |    |
| Diego Herrera       | 1969-04-20 | LDU Quito                  | 5  | 2 | 0 | 8  | 0  |
| Energio Diaz        | 1969-09-15 | Deportivo Cuenca           | 4  | 1 | 3 | 5  | 3  |
| José Mora           | 1975-08-08 | Barcelona Sporting Club    | 2  | 5 | 1 | 7  | 1  |
| Nicolás Asencio     | 1975-04-26 | Sociedad Deportiva Aucas   | 1  | 2 | 0 | 3  | 0  |
| Agustín Delgado     | 1974-12-23 | Club Deportivo El Nacional | 1  | 1 | 0 | 3  | 0  |
| Ángel Fernández     | 1971-08-02 | Club Sport Emelec          | 0  | 1 | 0 |    |    |

FEF · A-internationals · Bondscoaches · Selecties · Statistieken · Ecuadoraans vrouwenelftal · Olympisch elftal · Ecuador U21 · Ecuador U20 · Ecuador U18 · Ecuador U17
1938 – 1949 ·
1950 – 1959 ·
1960 – 1969 ·
1970 – 1979 ·
1980 – 1989 ·
1990 – 1999 ·
2000 – 2009 ·
2010 – 2019 ·
2020 − 2029
WK 2002 · 
WK 2006 · 
WK 2014
1938 · 
1939 · 
1940 · 
1941 · 
1942 · 
1943 · 1944 · 
1945 · 
1946 · 
1947 · 
1948 · 
1949 · 
1950 · 1951 · 1952 · 
1953 · 
1954 · 
1955 · 
1956 · 
1957 · 
1958 · 
1959 · 
1960 · 
1961 · 1962 · 
1963 · 
1964 · 
1965 · 
1966 · 
1967 · 1968 · 
1969 · 
1970 · 
1971 · 
1972 · 
1973 · 
1974 · 
1975 · 
1976 · 
1977 · 
1978 · 
1979 · 
1980 · 
1981 · 
1982 · 
1983 · 
1984 · 
1985 · 
1986 · 
1987 · 
1988 · 
1989 · 
1990 · 
1991 · 
1992 · 
1993 · 
1994 · 
1995 · 
1996 · 
1997 · 
1998 · 
1999 · 
2000 · 
2001 · 
2002 · 
2003 · 
2004 · 
2005 · 
2006 · 
2007 · 
2008 · 
2009 · 
2010 · 
2011 · 
2012 · 
2013 · 
2014 · 
2015 · 
2016 · 
2017 ·
2018 ·
2019 ·
2020 ·
2021 ·
2022
Argentinië ·
Armenië ·
Australië ·
Bolivia · 
Brazilië ·
Bulgarije ·
Canada ·
Chili ·
Colombia ·
Costa Rica ·
Cuba ·
Denemarken ·
DDR ·
Duitsland ·
El Salvador ·
Engeland ·
Estland ·
Finland ·
Frankrijk ·
Griekenland ·
Guatemala ·
Haïti ·
Honduras ·
Ierland ·
Irak ·
Iran ·
Italië ·
Jamaica ·
Japan ·
Joegoslavië ·
Jordanië ·
Kaapverdië ·
Koeweit ·
Kroatië · 
Libanon ·
Mexico ·
Nederland ·
Nigeria ·
Noord-Macedonië ·
Oeganda ·
Oman ·
Panama ·
Paraguay ·
Peru ·
Polen ·
Portugal ·
Qatar ·
Roemenië ·
Saoedi-Arabië ·
Schotland ·
Senegal ·
Spanje ·
Trinidad en Tobago ·
Turkije · 
Uruguay ·
Venezuela ·
Verenigde Staten ·
Wit-Rusland ·
Zambia ·
Zuid-Afrika ·
Zuid-Korea ·
Zweden ·
Zwitserland
Costa Rica (2006) · 
Duitsland (2006) · 
Engeland (2006) · 
Frankrijk (2014) · 
Honduras (2014) · 
Nederland (2022) · 
Polen (2006) · 
Qatar (2022) · 
Zwitserland (2014)